# بنفشه فرنگی وحشی
 بنفشه فرنگی وحشی(نام علمی: Viola bicolor) نام گیاهی یک ساله از از سرده بنفشگان است که در بیشتر آمریکای شمالی یافت می‌شود. در زیستگاه‌های بهم ریخته رایج است اما در مزارع، و جنگل‌های باز بر بسترهای مختلف از شنی و خاک رس تا آهکی یافت می‌شود.